# Espiet
Espiet est une commune du Sud-Ouest de la France, située dans le département de la Gironde, en région Nouvelle-Aquitaine.

## Géographie

### Localisation
Commune située dans l'Entre-deux-Mers, à 30 km à l'est de Bordeaux.

### Communes limitrophes
Les communes limitrophes sont Tizac-de-Curton au nord-est, Daignac à l'est, Blésignac au sud-est, Saint-Léon au sud, La Sauve au sud-ouest, Camiac-et-Saint-Denis à l'ouest et Saint-Quentin-de-Baron au nord-ouest.
| Saint-Quentin-de-Baron |            | Tizac-de-Curton |
| Camiac-et-Saint-Denis  | Espiet     | Daignac         |
| La Sauve               | Saint-Léon | Blésignac       |

### Climat
Pour des articles plus généraux, voir Climat de la Nouvelle-Aquitaine et Climat de la Gironde.
Historiquement, la commune est exposée à un climat océanique aquitain.  
En 2020, Météo-France publie une typologie des climats de la France métropolitaine dans laquelle la commune est exposée à un climat océanique et est dans la région climatique  Aquitaine, Gascogne, caractérisée par une pluviométrie abondante au printemps, modérée en automne, un faible ensoleillement au printemps, un été chaud (19,5 °C), des vents faibles, des brouillards fréquents en automne et en hiver et des orages fréquents en été (15 à 20 jours).
Pour la période 1971-2000, la température annuelle moyenne est de 12,8 °C, avec une amplitude thermique annuelle de 14,4 °C. Le cumul annuel moyen de précipitations est de 858 mm, avec 11,9 jours de précipitations en janvier et 6,8 jours en juillet. Pour la période 1991-2020, la température moyenne annuelle observée sur la station météorologique la plus proche, située sur la commune de Saint-Émilion à 13 km à vol d'oiseau, est de 13,9 °C et le cumul annuel moyen de précipitations est de 798,1 mm,. Pour l'avenir, les paramètres climatiques de la commune estimés pour 2050 selon différents scénarios d’émission de gaz à effet de serre sont consultables sur un site dédié publié par Météo-France en novembre 2022.

## Urbanisme

### Typologie
Au 1er janvier 2024, Espiet est catégorisée commune rurale à habitat dispersé, selon la nouvelle grille communale de densité à sept niveaux définie par l'Insee en 2022.
Elle est située hors unité urbaine. Par ailleurs la commune fait partie de l'aire d'attraction de Bordeaux, dont elle est une commune de la couronne,. Cette aire, qui regroupe 275 communes, est catégorisée dans les aires de 700 000 habitants ou plus (hors Paris),.

### Occupation des sols

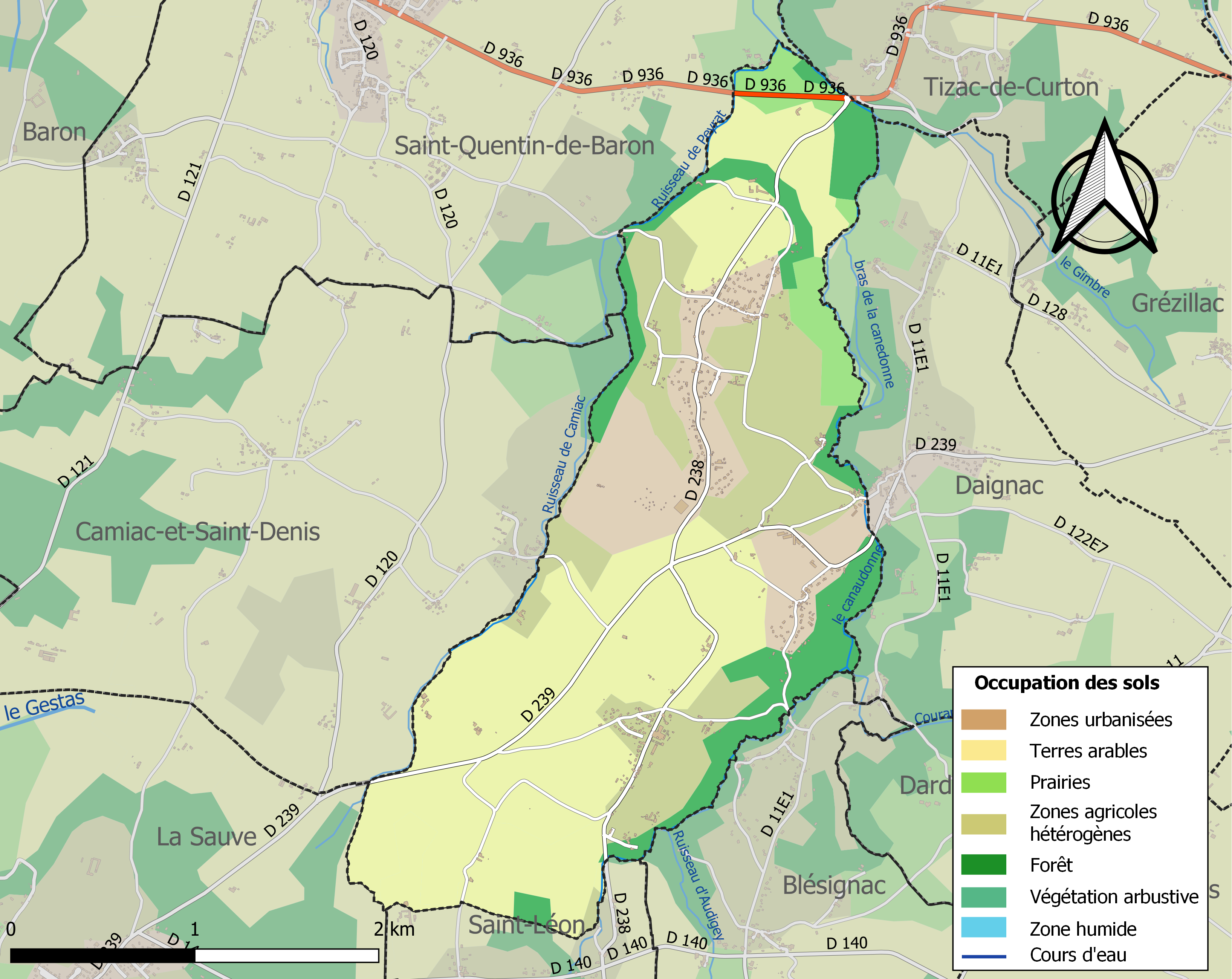
Carte des infrastructures et de l'occupation des sols de la commune en 2018 (CLC).

L'occupation des sols de la commune, telle qu'elle ressort de la base de données européenne d’occupation biophysique des sols Corine Land Cover (CLC), est marquée par l'importance des territoires agricoles (72,5 % en 2018), en diminution par rapport à 1990 (78,5 %). La répartition détaillée en 2018 est la suivante : 
cultures permanentes (35,8 %), zones agricoles hétérogènes (21,9 %), forêts (12,8 %), terres arables (10,3 %), zones urbanisées (9,2 %), espaces verts artificialisés, non agricoles (5,6 %), prairies (4,4 %). L'évolution de l’occupation des sols de la commune et de ses infrastructures peut être observée sur les différentes représentations cartographiques du territoire : la carte de Cassini (XVIIIe siècle), la carte d'état-major (1820-1866) et les cartes ou photos aériennes de l'IGN pour la période actuelle (1950 à aujourd'hui).

### Risques majeurs
Le territoire de la commune d'Espiet est vulnérable à différents aléas naturels : météorologiques (tempête, orage, neige, grand froid, canicule ou sécheresse), inondations, mouvements de terrains et séisme (sismicité faible). Un site publié par le BRGM permet d'évaluer simplement et rapidement les risques d'un bien localisé soit par son adresse soit par le numéro de sa parcelle.
La commune a été reconnue en état de catastrophe naturelle au titre des dommages causés par les inondations et coulées de boue survenues en 1982, 1983, 1999 et 2009,.
Les mouvements de terrains susceptibles de se produire sur la commune sont des affaissements et effondrements liés aux cavités souterraines (hors mines) et des tassements différentiels. Par ailleurs, afin de mieux appréhender le risque d’affaissement de terrain, l'inventaire national des cavités souterraines permet de localiser celles situées sur la commune.

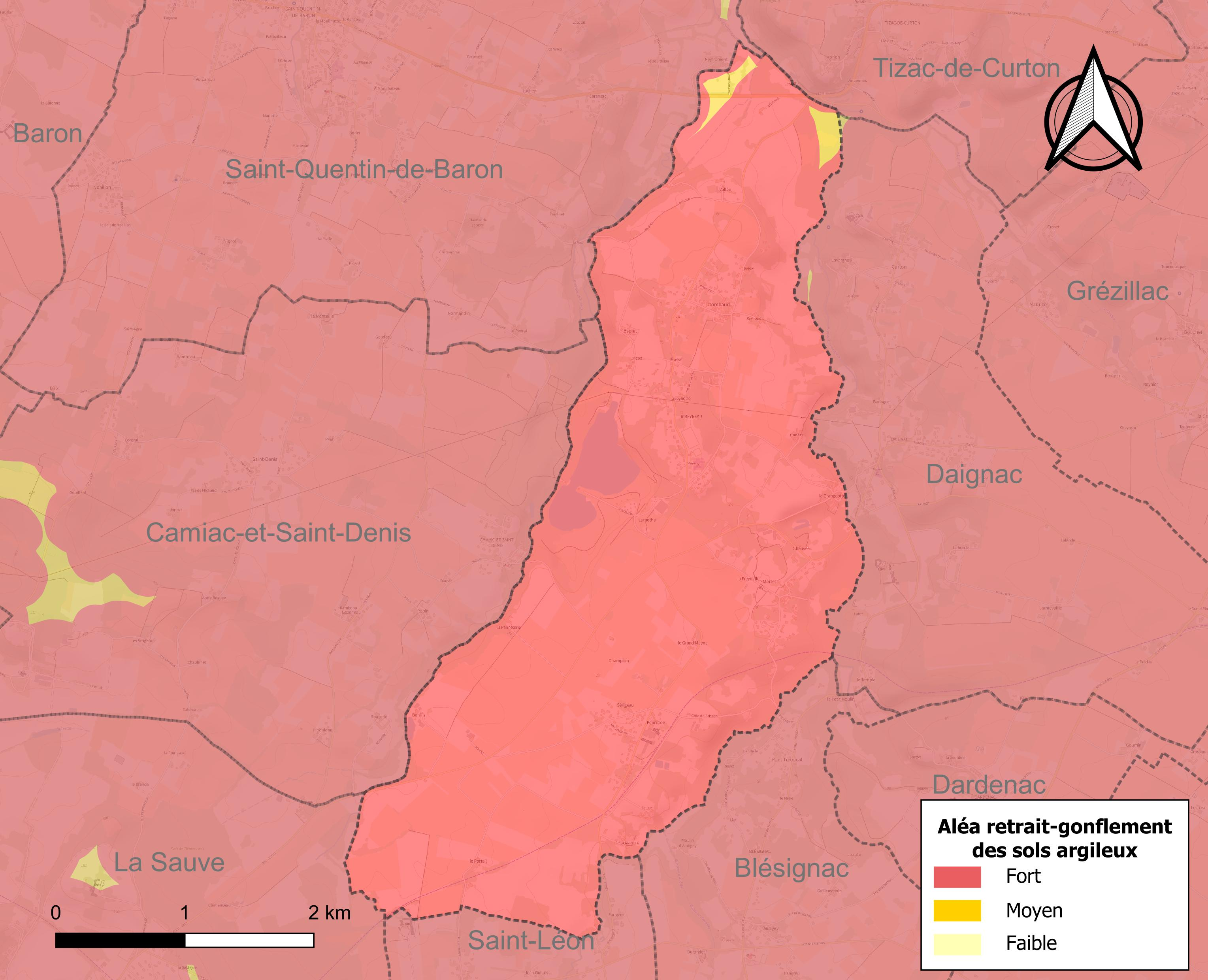
Carte des zones d'aléa retrait-gonflement des sols argileux d'Espiet.

Le retrait-gonflement des sols argileux est susceptible d'engendrer des dommages importants aux bâtiments en cas d’alternance de périodes de sécheresse et de pluie. La totalité de la commune est en aléa moyen ou fort (67,4 % au niveau départemental et 48,5 % au niveau national). Sur les 311 bâtiments dénombrés sur la commune en 2019, 311 sont en aléa moyen ou fort, soit 100 %, à comparer aux 84 % au niveau départemental et 54 % au niveau national. Une cartographie de l'exposition du territoire national au retrait gonflement des sols argileux est disponible sur le site du BRGM,.
Par ailleurs, afin de mieux appréhender le risque d’affaissement de terrain, l'inventaire national des cavités souterraines permet de localiser celles situées sur la commune.
Concernant les mouvements de terrains, la commune a été reconnue en état de catastrophe naturelle au titre des dommages causés par la sécheresse en 1989, 1993, 2005, 2015 et 2017 et par des mouvements de terrain en 1999.

## Toponymie
L'origine du nom de la commune serait le mot gascon espinet qui signifie « ensemble de buissons ».
En occitan, la graphie du nom de la commune est identique.
Ses habitants sont appelés les Espiétais.

## Politique et administration
| Période                                  | Période   | Identité            | Étiquette | Qualité  |
| ---------------------------------------- | --------- | ------------------- | --------- | -------- |
| Les données manquantes sont à compléter. |           |                     |           |          |
| mars 2001                                | mars 2008 | Jean-Pierre Catenat |           | décédé   |
| mars 2008                                | mai 2020  | Bernard Piot        |           | Retraité |
| mai 2020                                 | En cours  | Didier Cazenave     |           |          |

## Démographie
| 1793 | 1800 | 1806 | 1821 | 1831 | 1836 | 1841 | 1846 | 1851 |
| ---- | ---- | ---- | ---- | ---- | ---- | ---- | ---- | ---- |
| 424  | 258  | 417  | 355  | 365  | 389  | 380  | 377  | 362  |

| 1856 | 1861 | 1866 | 1872 | 1876 | 1881 | 1886 | 1891 | 1896 |
| ---- | ---- | ---- | ---- | ---- | ---- | ---- | ---- | ---- |
| 373  | 375  | 352  | 328  | 324  | 292  | 305  | 323  | 397  |

| 1901 | 1906 | 1911 | 1921 | 1926 | 1931 | 1936 | 1946 | 1954 |
| ---- | ---- | ---- | ---- | ---- | ---- | ---- | ---- | ---- |
| 405  | 452  | 434  | 380  | 379  | 405  | 396  | 378  | 440  |

| 1962 | 1968 | 1975 | 1982 | 1990 | 1999 | 2006 | 2011 | 2016 |
| ---- | ---- | ---- | ---- | ---- | ---- | ---- | ---- | ---- |
| 411  | 429  | 388  | 395  | 435  | 532  | 655  | 720  | 778  |

| 2021 | 2022 | - | - | - | - | - | - | - |
| ---- | ---- | - | - | - | - | - | - | - |
| 764  | 748  | - | - | - | - | - | - | - |

## Culture locale et patrimoine

### Lieux et monuments
- L'église Notre-Dame, construite aux XIIe ou XIIe siècle, presque entièrement rebâtie au XVIe siècle est inscrite au titre des monuments historiques depuis 2012[25].
- Le moulin neuf, moulin à eau fortifié datant du Moyen Âge, est inscrit au titre des monuments historiques depuis 1926[26].

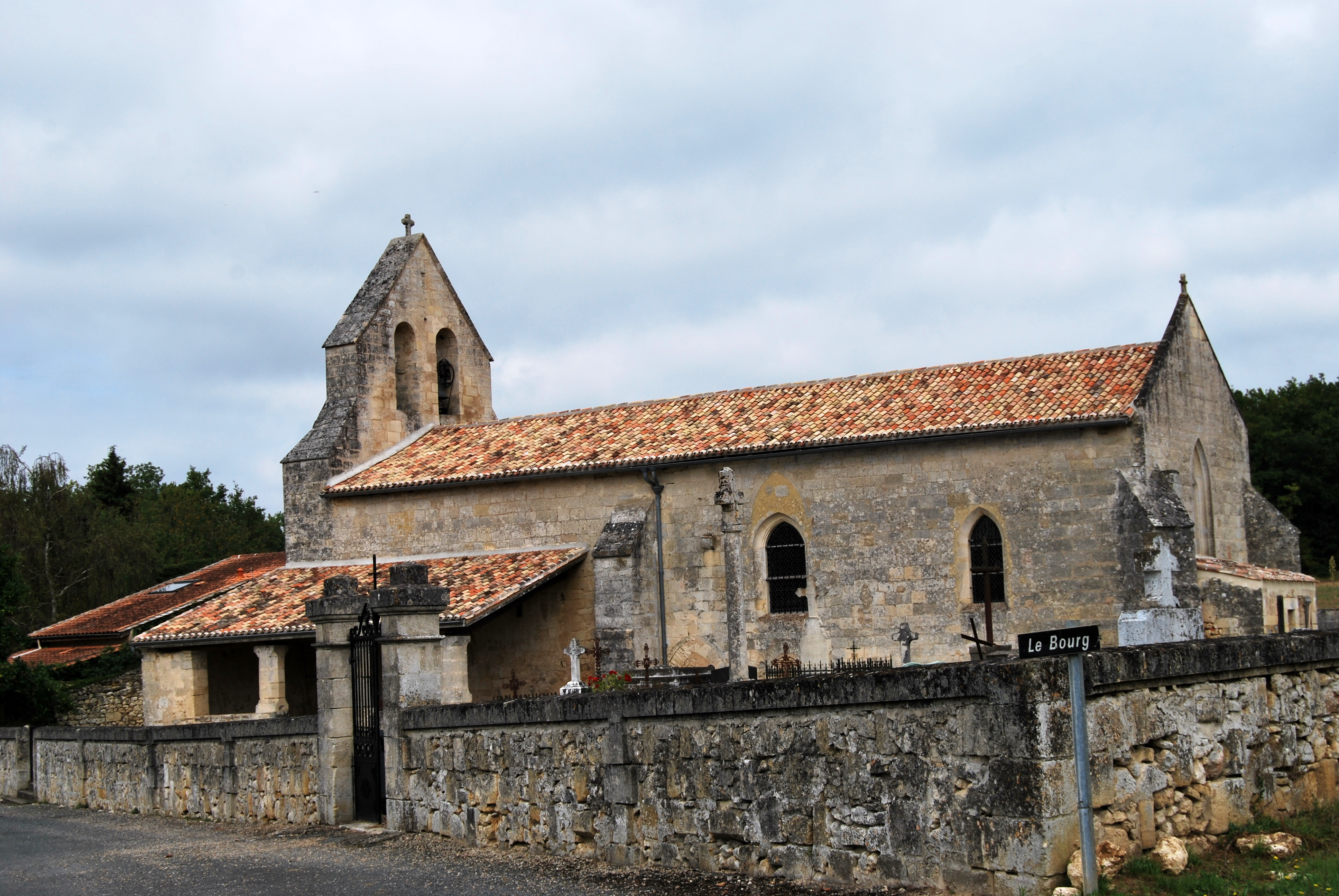
Vue sud-est de l'église Notre-Dame (septembre 2014)
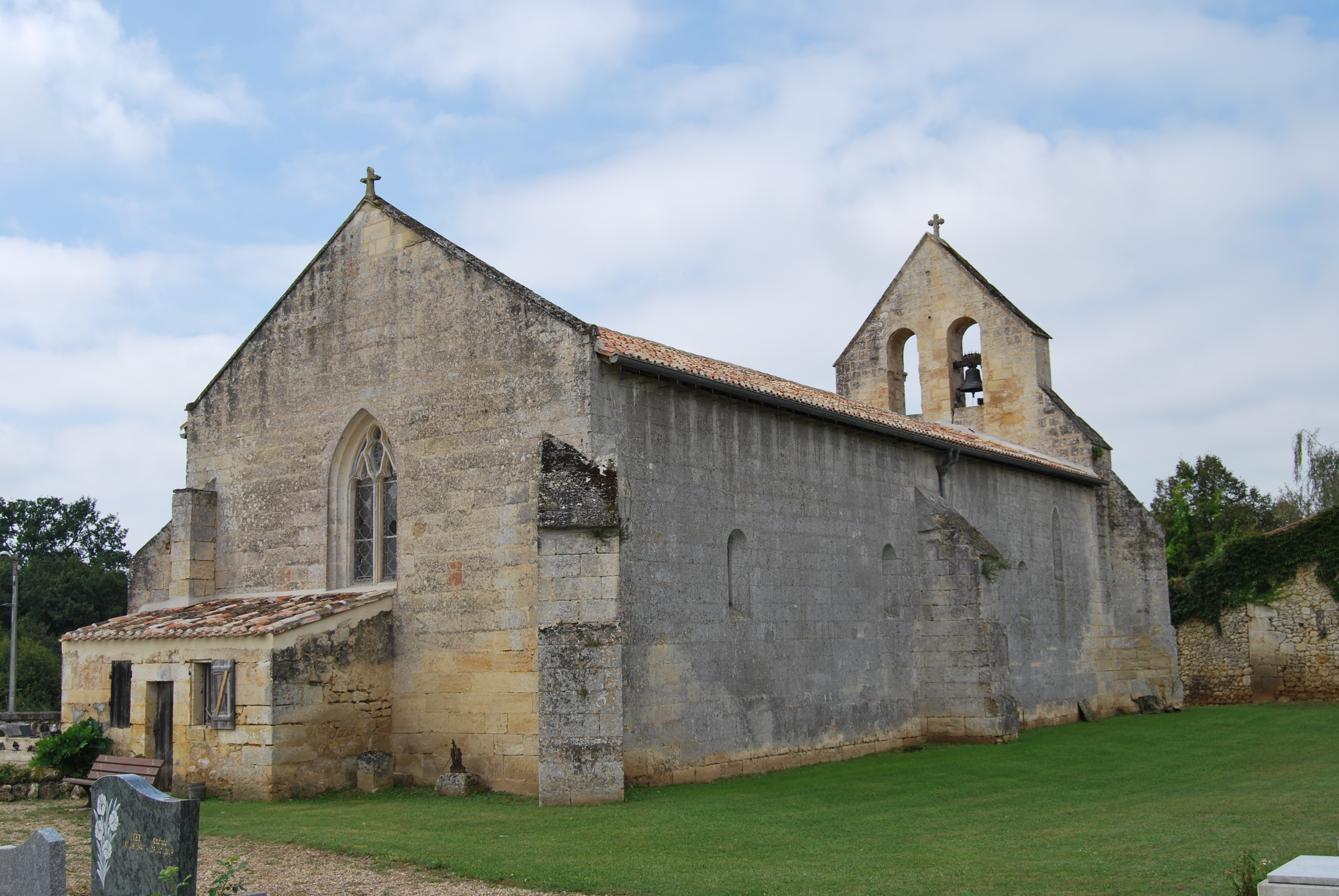
Vue nord-est de l’église Notre-Dame (septembre 2014)
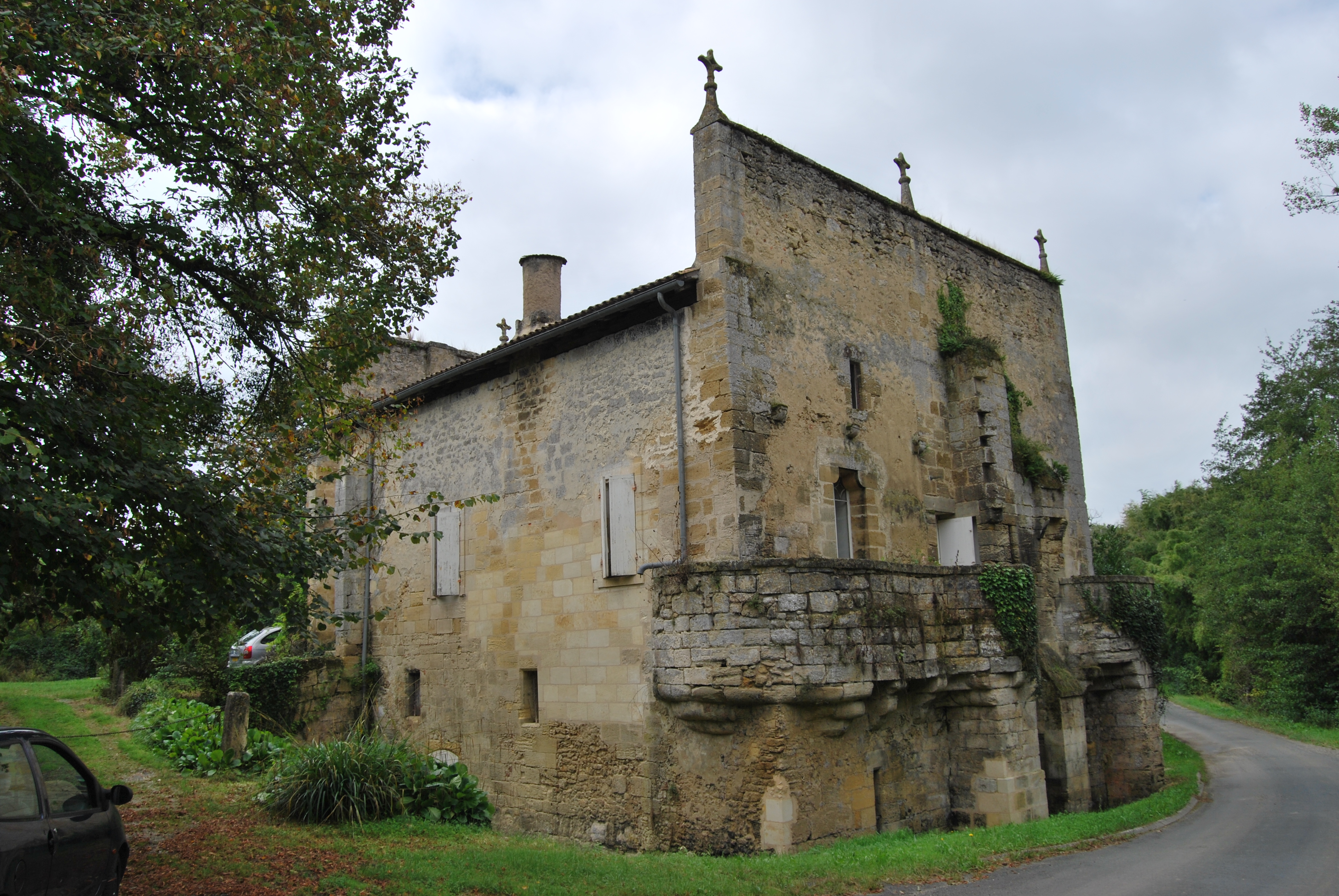
Le moulin neuf (septembre 2014)

### Héraldique
| Blason de Espiet | Blason  | D'or à la bande de gueules chargée de trois coquilles d’argent accompagnée, en chef, d’une branche d’aubépine tigée de sable, feuillée de sinople, fleurie aussi d’argent et fruitée aussi de gueules et en pointe d’un moulin d’argent ouvert, ajouré et essoré de gueules en demi profil, la roue de sable à dextre sur trois filets alésés ondés d’azur s’échappant en s'évasant vers la pointe. |
| Blason de Espiet | Détails | Officiel, présent sur le site internet de la mairie |